# Metallochlora impotens
Metallochlora impotens är en fjärilsart som beskrevs av Louis Beethoven Prout 1926. Metallochlora impotens ingår i släktet Metallochlora och familjen mätare. Inga underarter finns listade i Catalogue of Life.